# Ricardo Aldao
Ricardo Aldao (Santa Fe, 13 de abril de 1860-Santa Fe, 20 de octubre de 1937) fue un abogado y político argentino, gobernador de la provincia de Santa Fe entre 1924 y 1928.

## Biografía

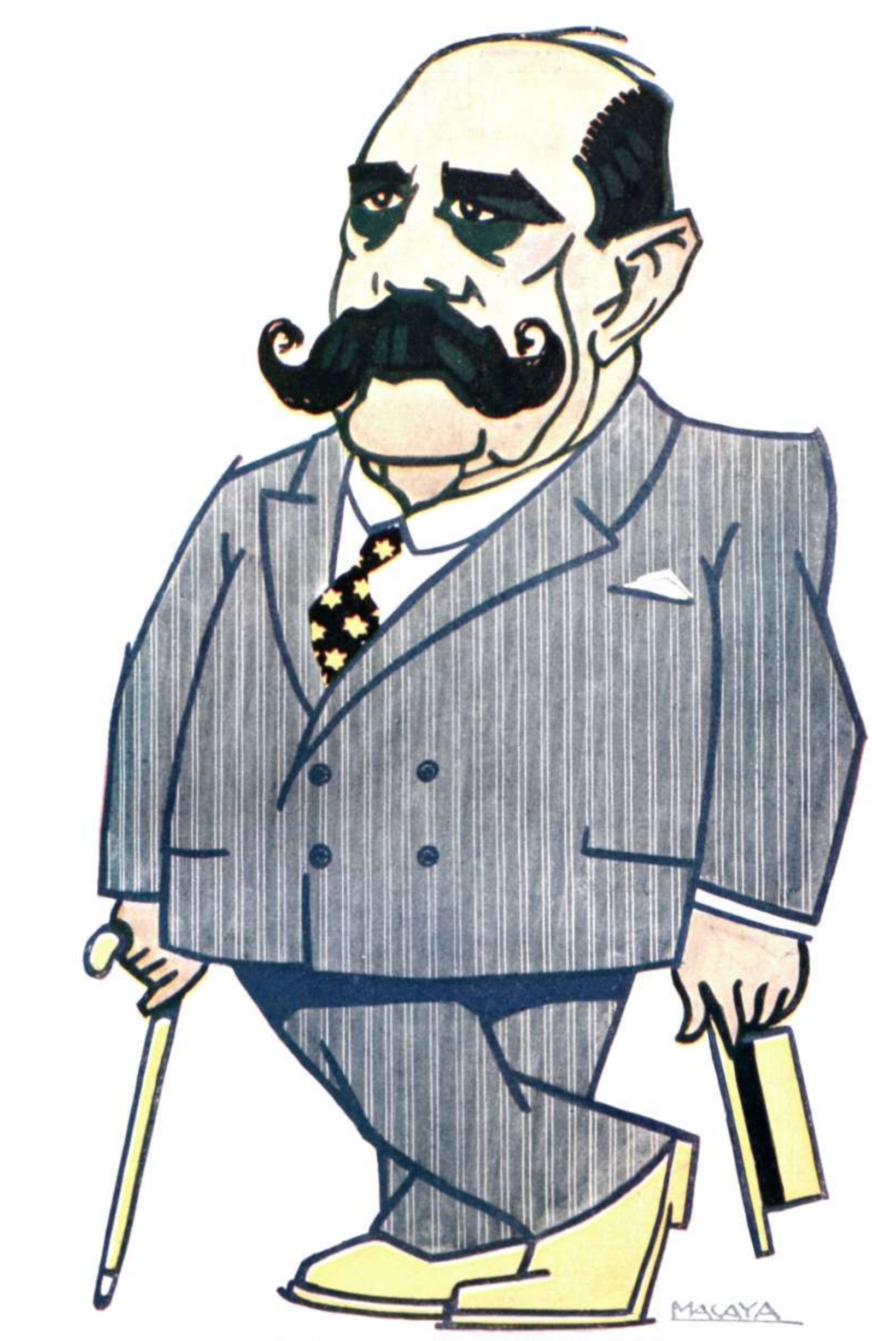
Caricaturizado por Macaya en Caras y Caretas (1924)

Hijo de Tiburcio Aldao y María del Tránsito Zaballa. Estudió en la escuela de San Francisco  y en el Colegio de la Inmaculada Concepción de la ciudad de Santa Fe.
Fue un hombre de una larga trayectoria política, ocupando cargos como los de legislador provincial y nacional. También fue presidente del Club del Orden, de la ciudad de Santa Fe, entre 1898 y 1901; fue vocal fundador y luego presidente de la Sociedad Rural de Santa Fe, director del Banco Provincial de Santa Fe, vicepresidente del directorio del Banco Hipotecario.
Durante su etapa como gobernador de Santa Fe se construyeron escuelas, hospitales, se amplió la red vial, se facilitó la instalación de usinas eléctricas, se construyeron caminos y puentes y se intensificó el tráfico del puerto.
Falleció el 20 de octubre de 1937 en el edificio de la Legislatura de Santa Fe mientras presidía el Colegio Electoral provincial de las elecciones presidenciales de ese mismo año.